# Amanda Dodd
Amanda Dodd (22 de abril de 1963) es una deportista británica que compitió en natación sincronizada. Ganó cinco medallas en el Campeonato Europeo de Natación entre los años 1981 y 1985.

## Palmarés internacional
| Campeonato Europeo | Campeonato Europeo | Campeonato Europeo | Campeonato Europeo |
| Año                | Lugar              | Medalla            | Prueba             |
| ------------------ | ------------------ | ------------------ | ------------------ |
| 1981               | Split (Yugoslavia) | Medalla de oro     | Equipo             |
| 1983               | Roma (Italia)      | Medalla de oro     | Dúo                |
| 1983               | Roma (Italia)      | Medalla de oro     | Equipo             |
| 1985               | Sofía (Bulgaria)   | Medalla de plata   | Equipo             |
| 1985               | Sofía (Bulgaria)   | Medalla de bronce  | Dúo                |